# Солдатское (озеро, Уфа)
Солда́тское — озеро в Уфе. Находится в парке им. И. Якутова в Советском районе города. Расположено на высоте 160 метров над уровнем моря. У озера находится станция Приозёрная Уфимской детской железной дороги, путь которой огибает озеро.
Солдатское озеро имеет карстовое происхождение и подпитывается водой из подземных источников. Расположено в бортовой части древней карстовой котловины, сложенной акчагыльскими глинами. Поскольку уровень озера часто падает, то существует мнение, что под ним есть ещё одно, подземное, озеро. Диаметр водного зеркала составляет 250 м.

## Происхождение названия
Имеется несколько версий происхождения названия озера. Согласно самой сказочной легенде мимо озера однажды шёл солдат в дырявых сапогах. Увидев около него чьи-то новые сапоги, он их надел, и сапоги увели его в озеро. По другой версии оно названо так из-за того, что на берегу озера отдыхали находившиеся на излечении в уфимских госпиталях солдаты Первой Мировой и Великой Отечественной войн (существует также неправдоподобная легенда, что в озеро бросали ампутированные конечности солдат). Однако наиболее достоверной считается версия, согласно которой озеро названо по некогда существовавшим рядом с ним Солдатским огородам (ныне на их месте находится южная часть парка им. Якутова) для поливки которых использовалась озёрная вода.

## История
Озеро было обозначено уже на картах середины XIX в.
В 1904 году рядом с Солдатским озером был разбит парк, который вскоре окружил его. В 1930-е гг. озеро было очищено и облагорожено, на нём впервые организовали катание на лодках. В годы Великой Отечественной войны в Клубе тепловозоремонтного завода (сегодня это Дом культуры железнодорожников) размещался госпиталь.
В советские времена озеру было присвоено название «Комсомольское», которое не прижилось и почти не упоминается. В северной части озера до 1990-х гг. находилась труба, из которой осуществлялась подпитка водой. После прекращения подпитки уровень воды в озере периодически значительно снижался, оно мелело, зарастало кустарником и травой.

## Озеро сегодня
В озере водится рыба, на нём живут утки и чайки. Хотя озеро и было очищено от мусора и грязи, купание в нём летом по-прежнему запрещено, однако зимой в озере организовано купание «моржей». На озере налажен прокат лодок и катамаранов, смонтированы фонтаны, бьющие на высоту до 20 м, работают детские аттракционы. На берегу работает летнее кафе.